# ایستگاه متروی تاور هیل
ایستگاه متروی تاور هیل (انگلیسی: Tower Hill tube station) یکی از ایستگاه‌های متروی لندن است.
این ایستگاه که در منطقه تاور هملتس لندن قرار دارد در سال ۱۹۶۷ تاسیس شده و جزئی از خط سیرکل و خط ناحیه متروی لندن می‌باشد.

## نگارخانه

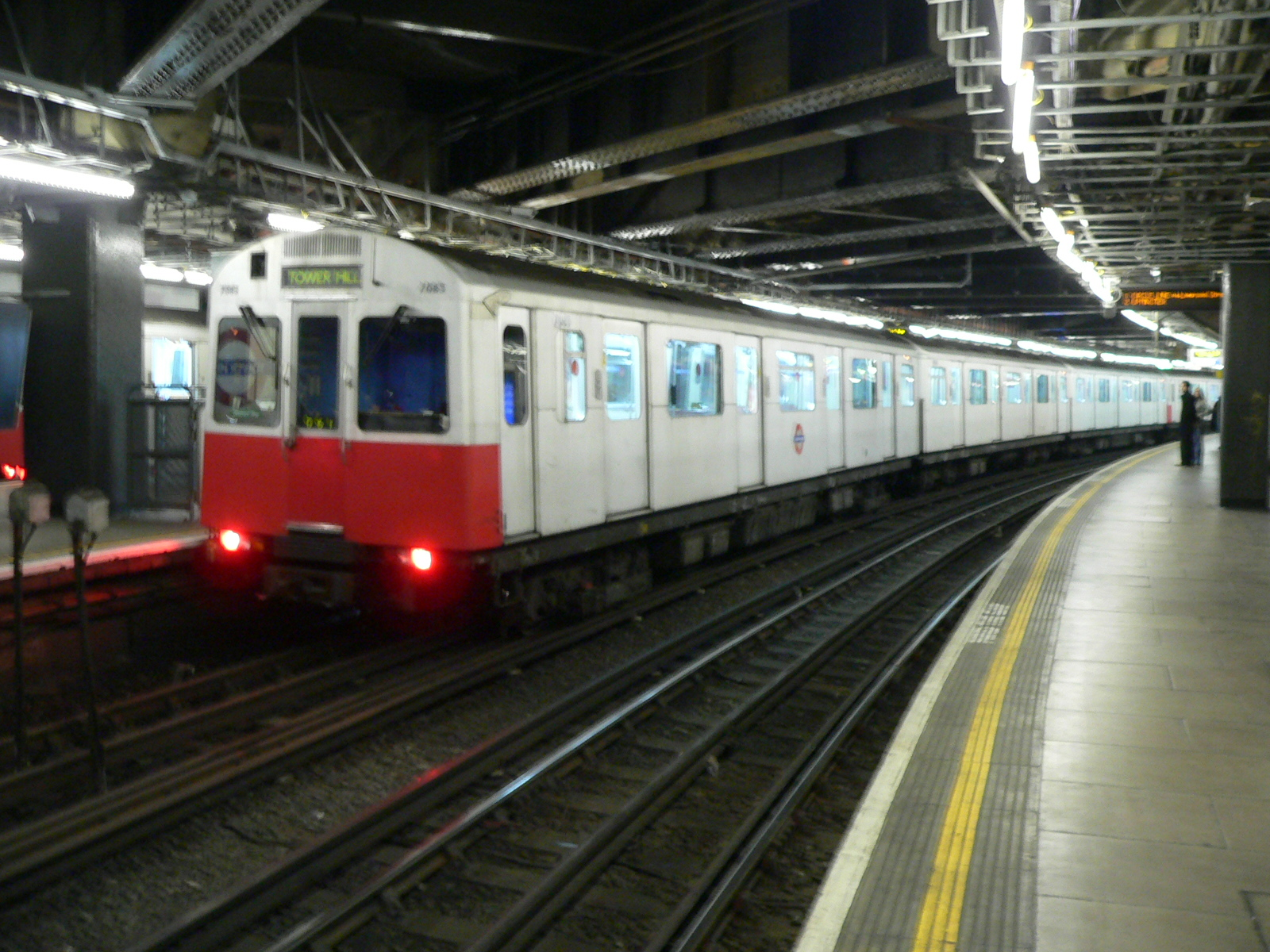
سکو ۲
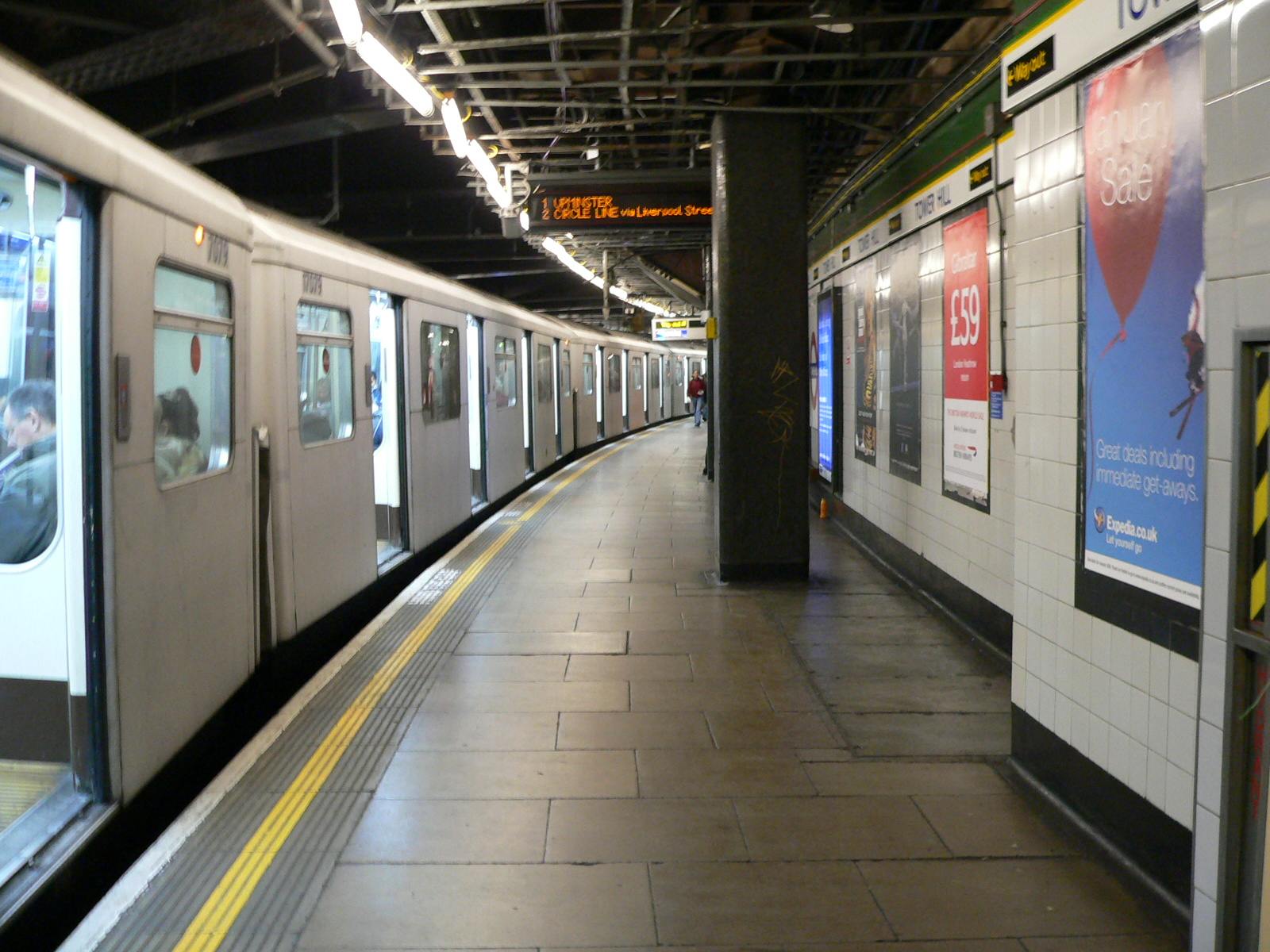
سکو ۳
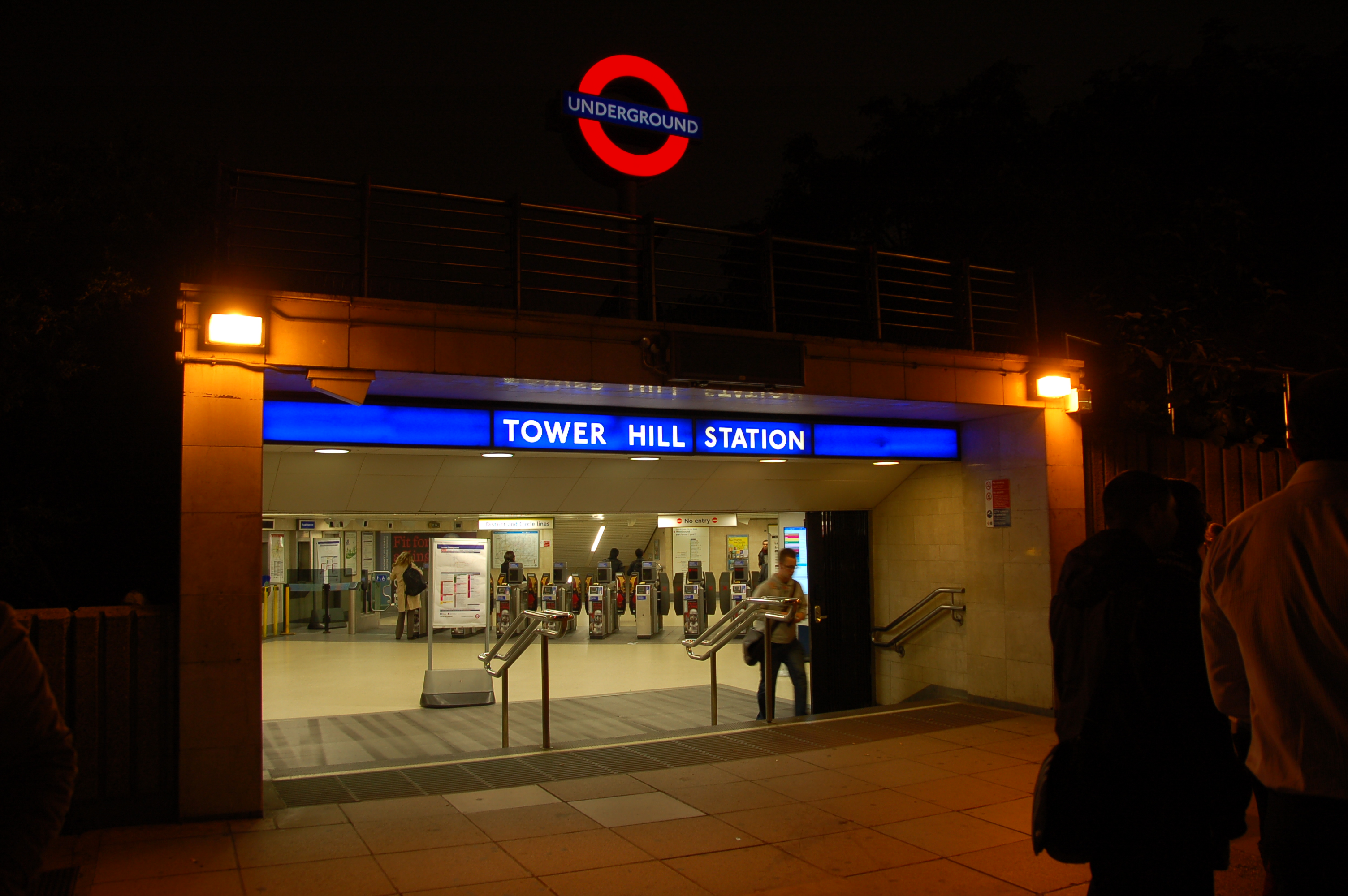
ورودی ایستگاه
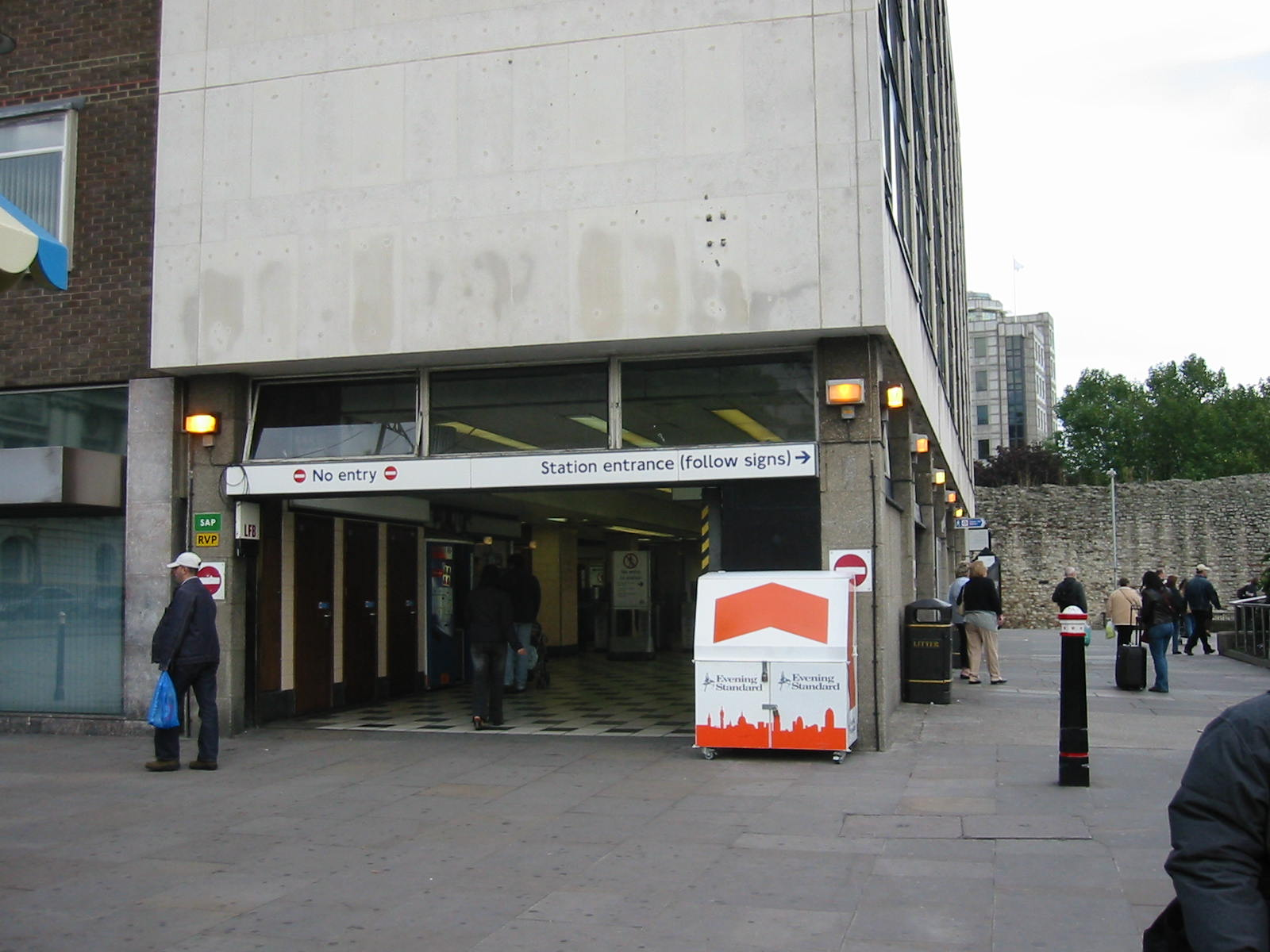
خروجی مترو